# Нетребка, Василий Васильевич
Василий Васильевич Нетребка (род. 14 октября 1980 года) — российский тайский боксер, чемпион России и Европы по тайскому боксу, Мастер спорта России международного класса по тайскому боксу.

## Биография
Василий Нетребка родился в с. Баловка, Днепропетровская область, тайским боксом начал заниматься в возрасте 32 года. 
До 30 лет не занимался спортом вообще, в 33 года завоевал серебро на международном турнире, а в 37 лет стал чемпионом Европы по тайскому боксу.
Тренируется в клубе «Комбат» в г. Москва под руководством тренера Купрянова Романа Евгеньевича.

## Спортивные достижения
- Мастер спорта России международного класса по тайскому боксу[4]
- Чемпионат Европы по тайскому боксу 2018[5] —
- Чемпионат России по тайскому боксу 2018[6] —
- Чемпионат Европы по тайскому боксу 2014[7] —
- Чемпионат России по тайскому боксу 2014[8] —
- Кубок России по тайскому боксу 2014[9] —